# 濁り酒
濁り酒（にごりざけ）とは、透明ではない白く濁った酒。

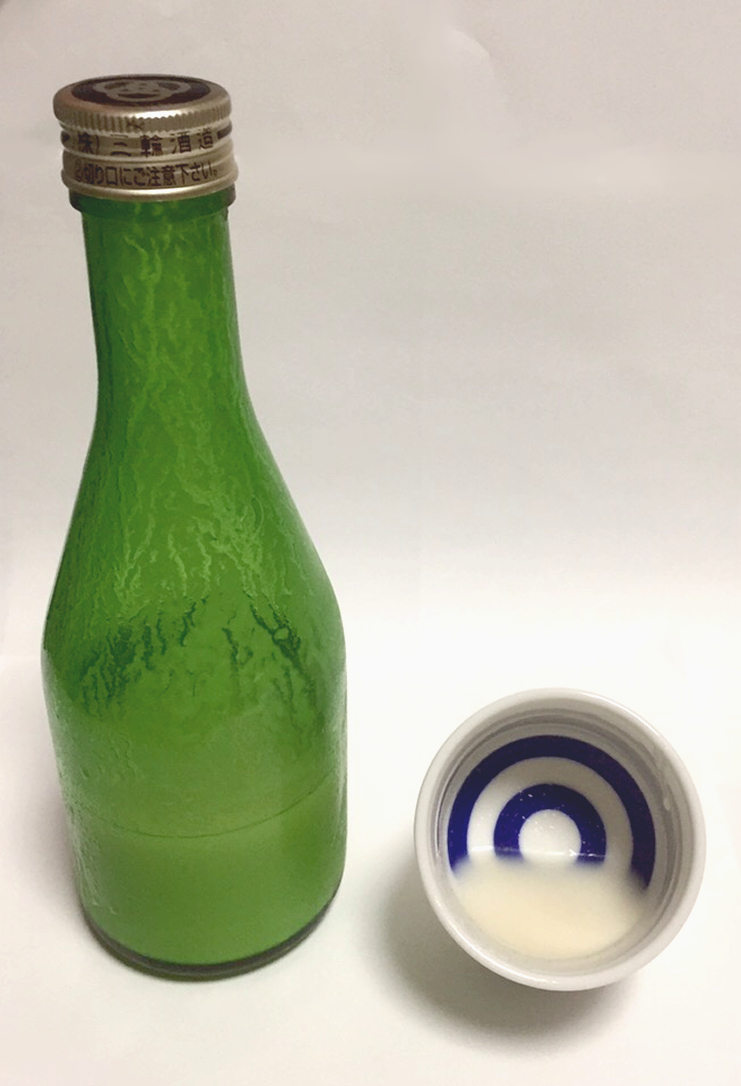
濁り酒。蛇の目猪口の模様が隠れていることから濁り具合がわかる

## 日本酒
「濁り酒」は透明ではない白く濁った酒であり、漉す工程のないものは「どぶろく」というが、市販されている商品のほとんどは粗い布などで軽く漉した清酒の一種である。

### どぶろく
日本酒は一般には米と水を原料に醸造によって作られる伝統的な酒をいう。「清酒」は本来は澄んだ酒のことであり、その対義語が濁った酒を意味する濁酒（だくしゅ）である。この濁酒（だくしゅ）は漉す工程を経ていない酒で、これが一般的に「どぶろく」と呼ばれている。
米と米麹と水を原料として発酵させただけで漉す工程を経ていない濁酒（だくしゅ、どぶろく）は、酒税法第3条第19号の「その他の醸造酒」に分類される

### 活性清酒
一般に市販されている「濁り酒」とは粗い布などで醪（もろみ）を軽く漉した清酒の一種で「活性清酒」ともいう。清酒メーカーから「濁り酒」として市販されているほとんどの商品はざるや目の粗い布などで漉す工程があるため、酒税法では醸造酒のうち「清酒」に分類される。生の状態のものは炭酸ガスを多く含んでおり慎重に取り扱う必要がある。